# Lafrançaise
Lafrançaise ist eine französische Gemeinde mit 2.839 Einwohnern (Stand 1. Januar 2022) im Département Tarn-et-Garonne in der Region Okzitanien. Die Gemeinde gehört zum Arrondissement Montauban und zum Kanton Pays de Serres Sud-Quercy. Die Gemeinde ist Sitz des Gemeindeverbands Communauté de communes du Pays de Lafrançaise. Die Bewohner werden Lafrançaisains und Lafrançaisaines genannt.
Die Gemeinde erhielt 2023 die Auszeichnung „Eine Blume“, die vom Conseil national des villes et villages fleuris (CNVVF) im Rahmen des jährlichen Wettbewerbs der blumengeschmückten Städte und Dörfer verliehen wird.

## Geografische Lage
Lafrançaise liegt in der Région naturelle Quercy Blanc etwa 15 Kilometer nordwestlich von Montauban nördlich der Mündung des Aveyron in den Tarn. Im nordwestlichen Gemeindegebiet verläuft der Lemboulas mit seinen Zuflüssen Lupte und Lembous.
Ein Teil des Gemeindegebiets gehört zum Naturschutzgebiet „Vallées du Tarn, de l’Aveyron, du Viaur, de l’Agout et du Gijou“ im Rahmen des Natura 2000-Netzwerks.
Umgeben wird Lafrançaise von den zwölf Nachbargemeinden:
| Durfort-Lacapelette | Cazes-Mondenard Vazerac                      | Puycornet            |
| Moissac             | Kompassrose, die auf Nachbargemeinden zeigt  | Piquecos             |
| Lizac               | Labastide-du-Temple Meauzac Barry-d’Islemade | Montastruc Villemade |

## Geschichte
Die Anwesenheit von Menschen auf dem Gebiet der Gemeinde Lafrançaise, genauer gesagt in der Ebene von La Saula, liegt sehr weit zurück. Die Entdeckung von polierten Steinen im 19. Jahrhundert belegt, dass die menschliche Besiedlung dort mindestens bis in die Jungsteinzeit zurückreicht. Eine bronzezeitliche Nekropole zeugt von einer dauerhaften Präsenz. Überreste keltischer Populationen wurden auf dem Gemeindegebiet freigelegt, auf den letzten Hügeln des Quercy, die damals die südliche Grenze des Territoriums der Kadurker markierten. Die Ankunft der Römer in der Region im Jahr 58 v. Chr. und der in ganz Gallien erzwungene römische Frieden begünstigten die Entwicklung von Handelsrouten und die Errichtung von Villen. Überreste von diesen wurden in den Gebieten Saint-Maurice in der Nähe des Tarn und Bénas in der Nähe des Lemboulas freigelegt.
Der Ortsname „Francour“ scheint auf eine fränkische Präsenz hinzuweisen, da die Region zu Beginn des 6. Jahrhunderts von diesen erobert wurde. Während der Karolingerzeit war dieses Gebiet unter der Herrschaft der Grafen von Quercy, bevor Ende des 9. Jahrhunderts die Grafen von Toulouse dort ihre Herrschaft geltend machten.
In den folgenden Jahrhunderten (vom 11. bis zum 13. Jahrhundert) wurden mehrere religiöse Einrichtungen gegründet, die oft im Zusammenhang mit der ausgedehnten Landrodung durch die großen Abteien der Region standen: eine Abtei der Grammontenser und eine Kirche in Francour, Kirchen in Port-Noguier am Tarn, in Lapeyrouse und in Lunel. Auf dem Hügel des Mothes wurde auch eine Burg errichtet, während sich im Weiler Bénas das Hauptbevölkerungszentrum entwickelte.
Lafrançaise wurde 1274 durch eine Schenkungsurkunde zur Errichtung einer Bastide durch den französischen König Philipp III. und dann durch die Erteilung einer Zollurkunde im Jahr 1275 geboren. Der gewählte Name sollte die Zugehörigkeit der Bastide zum Königreich Frankreich nach der Angliederung der Grafschaft Toulouse am Königreich Frankreich kennzeichnen, aber auch im Kontext französisch-englischer Rivalitäten, die diese Region zu einer Grenzzone machten. Die neue Bastide hat, wie alle ähnlichen Gründungen des 13. Jahrhunderts, eine Verteidigungsfunktion, aber auch eine kommerzielle Funktion, was vom wirtschaftlichen Aufschwung und der damaligen Entwicklung des Handels im gesamten Westen Europa zeugt. Ihre Lage als Grenzstadt am Rande der reichen Gebiete der Ebene und der Kommunikationswege, insbesondere der Flüsse, ermöglichte es ihr dank ihrer in der Gründungsurkunde festgelegten Messen und Märkte, Handelsströme zu entwickeln und an sich zu ziehen. Sie litt jedoch unter dem Hundertjährigen Krieg und dann unter den Hugenottenkriegen zwischen dem 14. und 17. Jahrhundert, bevor sie in der Mitte des 18. Jahrhunderts wieder zu Wohlstand kam. Das Gebiet profitierte damals vom Wirtschaftswachstum der Tarn- und Aveyron-Täler, das unter anderem mit der Getreidemühle und dem Flussverkehr nach Bordeaux und zum Atlantik verbunden war. Doch im 19. Jahrhundert, als der Atlantikhandel zurückging, blieben Lafrançaise und Umgebung noch stärker als der Rest des Départements von der industriellen Revolution ausgespart.

## Bevölkerungsentwicklung
| Jahr      | 1962  | 1968  | 1975  | 1982  | 1990  | 1999  | 2006  | 2018  |
| --------- | ----- | ----- | ----- | ----- | ----- | ----- | ----- | ----- |
| Einwohner | 2.385 | 2.481 | 2.545 | 2.604 | 2.651 | 2.692 | 2.799 | 2.842 |

## Sehenswürdigkeiten
- Die Kirche Notre-Dame in Lapeyrouse wurde im 19. Jahrhundert im romano-byzantinischen Stil errichtet. Sie ist seit 1992 als Monument historique eingeschrieben.
- Das ehemalige Priorat der Grammontenser in Francour wurde in der zweiten Hälfte des 12. Jahrhunderts erbaut, verschiedene Einrichtungen im 17. Jahrhundert: Schlafsaal, Küche. Das Ganze, das um 1791 als Nationalgut verkauft wurde, wurde in einen Bauernhof umgewandelt. 1843 wurde ein Wohnhaus gebaut und landwirtschaftliche Nebengebäude wurden hinzugefügt. Der Taubenschlag trägt die Jahreszahl 1844. Einige Gebäude des alten Priorats und die Apsis der stillgelegten Kirche wurden abgerissen. Das ehemalige Priorat ist seit 1989 in Teilen als Monument historique eingeschrieben, seit 1991 in weiteren Teilen klassifiziert.
- Der Glockenturm der Kirche Saint-Semin in Le Rouzet datiert aus dem 14. Jahrhundert. Er ist seit 1958 als Monument historique eingeschrieben.
- Die Pfarrkirche Saint-Georges wurde Ende des 15. Jahrhunderts erstmals erwähnt. Während der Hugenottenkriege zerstört, wurde die Kirche nach 1626 wieder aufgebaut. Das heutige dreischiffige Gebäude wurde zwischen 1894 und 1897 komplett umgebaut, der Glockenturm nach 1903 fertiggestellt. Die Kirche birgt zahlreiche Ausstattungsgegenstände, die in der Base Palissy gelistet sind.
- Die heutige Pfarrkirche Saint-Nazaire in Lunel wurde im 17. Jahrhundert nach den Hugenottenkriegen komplett neu gebaut. Der Chor wurde 1881 hinzugefügt, Erhöhung der Mauern, des Gewölbes und des Glockenturms um 1892.
- Die Pfarrkirche Saint-Saturnin in Gleyage ist mindestens seit dem 14. Jahrhundert belegt. Während der Hugenottenkriege zerstört, wurde sie im 17. Jahrhundert vollständig wieder aufgebaut. Sie ist seit 1958 in Teilen als Monument historique eingeschrieben.
- Die Pfarrkirche Saint Maurice in Le Saula wurde im Jahr 1146 erstmals erwähnt, am heutigen Standort im 15. Jahrhundert neu errichtet. Die Kirche brannte 1563 und 1628 nieder. Das heutige Gebäude wurde überwiegend im 17. Jahrhundert neu gebaut. 1875 wurden Seitenkapellen hinzugefügt, die Mauern erhöht, das Ganze erhielt ein Kreuzrippengewölbe und der Glockenturm wurde erhöht. Die Glockenturmwand wurde 1938 für ein Portal durchbrochen.
- Die Pfarrkirche Saint-Simon wurde im 17. Jahrhundert nach den Hugenottenkriegen wieder aufgebaut. Das heutige Gebäude geht auf einen Gesamtneubau zurück, der zwischen 1880 und 1882 an einem anderen Standort durchgeführt wurde. Der Glockenturm ist noch unvollendet.
- Die heutige Kapelle Notre-Dame in Lapeyrouse wurde von 1877 bis 1879 mit umgekehrter Ausrichtung komplett neu gebaut.
- Das Schloss La Baronnie in L’Hermitage wurde gegen 1882 an einer anderen Stelle als der einfache Vorgängerbau neu errichtet.

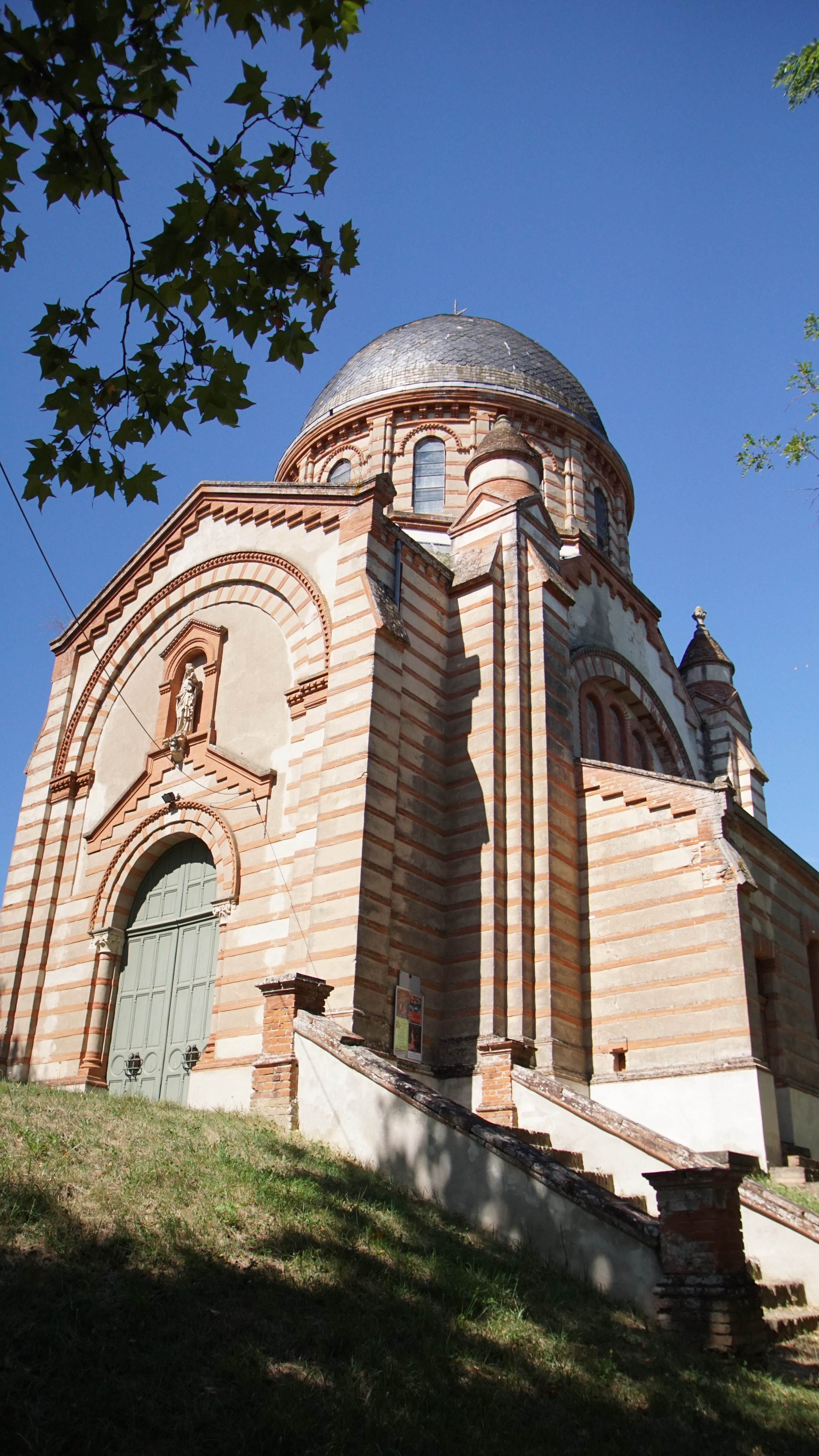
Kirche Notre-Dame
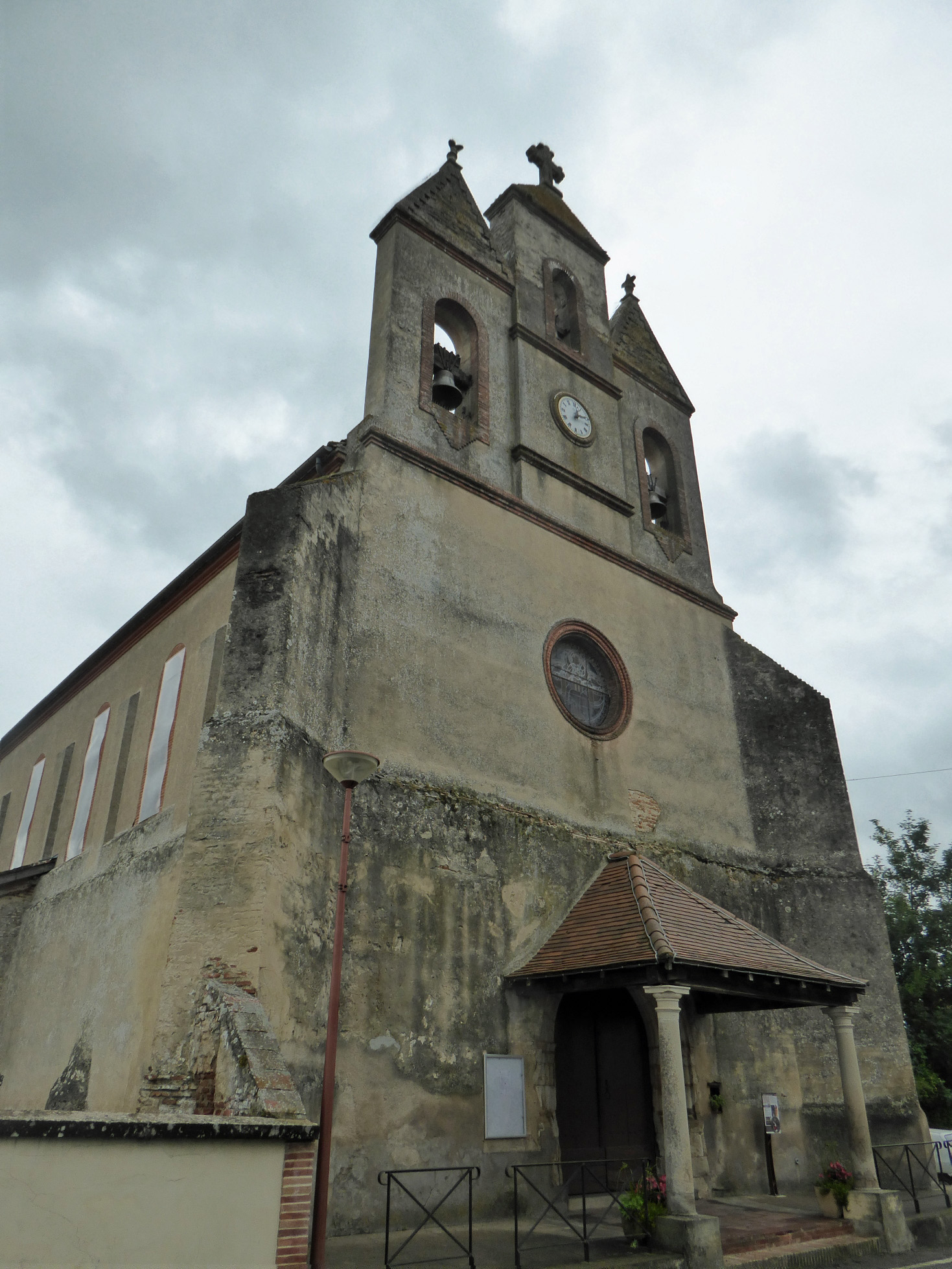
Pfarrkirche Saint-Nazaire
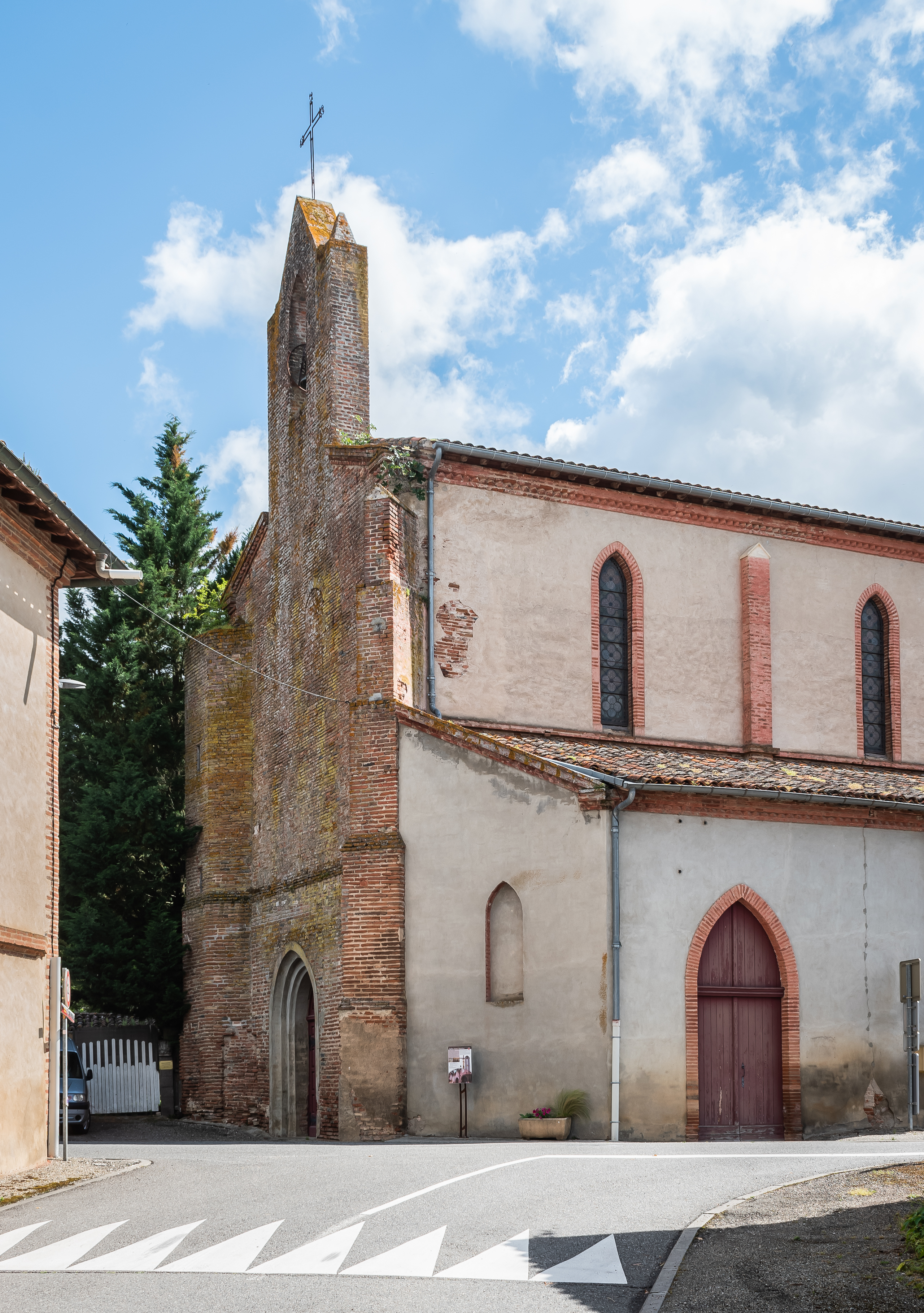
Pfarrkirche Saint Maurice